# 1936

## Събития
- 26 март – Основан е украинският футболен клуб Черноморец Одеса.
- май – В България е разпусната офицерската организация Военен съюз.
- 17 юли – ген. Франсиско Франко извършва преврат в Испания.

### Събития: Германия – 1936 година
- 7 март – Денонсиране на договора от Локарно и окупиране на демилитаризираната зона на Рейнска област. Възстановяване на пълния военен суверенитет на Германия.
- 12 март – Великобритания, Франция, Италия и Белгия осъждат денонсирането на договора от Локарно от страна на Германия.
- 17 юни – Химлер е назначен за шеф на немската полиция.
- 11 юли – Германо-австрийско споразумение, признаващо суверенитета на Австрия.
- 1 август – Започват XI Летни Олимпийски Игри в Берлин.
- 24 август – Военната служба става двегодишна.
- 8 септември – Започва Осми партиен конгрес на NSDAP в Нюрнберг с подчертано антиболшевишка тенденция. Оповестяване на Четиригодишния план.
- 25 октомври – Оповестяване на оста Берлин – Рим.
- 25 ноември – Антикоминтерновски пакт между Германия и Япония.
- 1 декември – Със закон Хитлерюгенд става държавна агенция.

## Родени
- Ахмед Ясин, палестински терорист († 2004 г.)
- Мелаку Уореде, етиопски генетик и биолог
- Янко Атанасов, български футболист
- 4 януари – Еньо Вълчев, български борец († 2014 г.)
- 5 януари – Жулиета Шишманова, българска треньорка по художествена гимнастика († 1978 г.)
- 6 януари – Сафет Исович, босненски музикант († 2007 г.)
- 8 януари – Георги Данаилов, български писател († 2017 г.)
- 10 януари – Робърт Удроу Уилсън, американски физик, лауреат на Нобелова награда за физика през 1978 г.
- 15 януари – Делчо Лулчев, български инженер († 1986 г.)
- 19 януари – Стойко Факиров, български професор
- 24 януари – Благовеста Карнобатлова-Добрева, българска оперна певица и музикална педагожка
- 28 януари
  - Исмаил Кадаре, албански писател
  - Любен Попов, български шахматист
- 31 януари – Юлиан Вучков, български публицист († 2019 г.)
- 16 февруари – Фернандо Соланас, аржентински кинорежисьор
- 18 февруари – Джийн Оел, американска писателка
- 24 февруари – Чудомир Начев, български лекар († 2005 г.)
- 26 февруари – Димо Печеников, български футболист († 2005 г.)
- 4 март – Джим Кларк, британски пилот от Формула 1. Двукратен световен шампион († 1968 г.)
- 8 март – Вик Неес, белгийски композитор († 2013 г.)
- 11 март – Харалд цур Хаузен, немски лекар († 2023 г.)
- 18 март – Фредерик де Клерк, южноафрикански политик, лауреат на Нобелова награда за мир през 1993 г.
- 28 март
  - Марио Варгас Льоса, перуански писател († 2025 г.)
  - Божидар Абрашев, министър на културата на България († 2006 г.)
- 3 април – Виктор Вълков, български политик († 2022 г.)
- 8 април – Продан Гарджев, български борец († 2003 г.)
- 14 април
  - Живко Бояджиев, български езиковед († 2007 г.)
  - Франк Серпико, американски полицай
- 18 април – Роза Димова, българска състезателка по ски бягане
- 19 април – Вилфрид Мартенс, министър-председател на Белгия († 2013 г.)
- 23 април – Рой Орбисън, рокендрол музикант, певец и текстописец († 1988 г.)
- 3 май – Асен Кисимов, български актьор († 2005 г.)
- 17 май – Денис Хопър, американски актьор и режисьор († 2010 г.)
- 19 май – Александър Василев, български футболист († 1967 г.)
- 4 юни – Нутан Бел, индийска актриса († 1991 г.)
- 8 юни – Кенет Уилсън, американски физик, Нобелов лауреат († 2013 г.)
- 15 юни – Борис Луканов, български актьор
- 22 юни – Красимир Кюркчийски, български композитор и диригент († 2011 г.)
- 23 юни
  - Костас Симитис, гръцки политик († 2025 г.)
  - Ричард Бах, американски писател
- 28 юни – Александър Апостолов, български скулптор
- 2 юли – Детко Петров, български писател от бивша Югославия († 1990 г.)
- 5 юли – Джеймс Мирлийс, британски икономист, лауреат на Нобелова награда за икономика през 1996 г. († 2018 г.)
- 8 юли – Габи Новак, хърватска поп и джаз певица
- 11 юли – Димитър Бахчеванов, български лекоатлет и треньор
- 27 юли – Димитър Костов, български футболист
- 30 юли – Бъди Гай, американски музикант
- 1 август – Ив Сен Лоран, френски моден дизайнер († 2008 г.)
- 3 август – Ерих Хоф, австрийски футболист († 1995 г.)
- 7 август – Стефан Цанев, български писател
- 17 август – Никола Гюзелев, български оперен певец († 2014 г.)
- 21 август – Уилт Чембърлейн, американски баскетболист († 1999 г.)
- 22 август – Петър Младенов, български политик († 2000 г.)
- 24 август – Любка Рондова, българска народна певица († 2016 г.)
- 29 август – Джон МакКейн, американски сенатор († 2018 г.)
- 7 септември – Брайън Харт, британски пилот и инженер
- 10 септември – Димитър Ларгов, български футболист († 2020 г.)
- 23 септември – Валентин Паниагуа, перуански политик († 2006 г.)
- 29 септември – Силвио Берлускони, италиански политик и бизнесмен († 2023 г.)
- 5 октомври – Вацлав Хавел, чешки писател и драматург, президент на Чехия (1993 – 2003) († 2011 г.)
- 6 октомври – Умберто ди Капуа, дипломат от Малтийския орден
- 11 октомври – Чарлс Фулъртън, американски астронавт († 2013 г.)
- 12 октомври – Иван Чаповски, писател от Република Македония
- 13 октомври – Кристине Ньостлингер, австрийска писателка († 2018 г.)
- 16 октомври – Андрей Чикатило, украински сериен убиец († 1994 г.)
- 19 октомври – Васил Гюзелев, български историк
- 3 ноември – Рой Емерсън, австралийски тенисист
- 8 ноември – Вирна Лизи, италианска актриса († 2014 г.)
- 9 ноември – Михаил Тал, латвийски шахматист († 1992 г.)
- 14 ноември – Антонио Гадес, испански хореограф († 2004 г.)
- 15 ноември – Волф Бирман, немски поет и певец
- 18 ноември – Дон Чери, американски тромпетист († 1995 г.)
- 19 ноември
  - Надежда Хвойнева, българска народна певица († 2000 г.)
  - Волфганг Йешке, немски писател († 2015 г.)
- 25 ноември – Николай Кънчев, български поет и преводач († 2007 г.)
- 28 ноември – Филип Солерс, френски писател († 2023 г.)
- 17 декември – Франциск, римски папа († 2025 г.)
- декември – Фредерик Форест, американски актьор
- 29 декември – Мери Тайлър Мор, американска актриса († 2017 г.)

## Починали
- Георги Капчев, български революционер
- Иван Занешев, български просветен деец
- 18 януари – Ръдиард Киплинг, британски поет и писател, лауреат на Нобелова награда за литература през 1907 г. (* 1865)
- 20 януари – Джордж V, британски монарх
- 27 февруари – Иван Павлов, руски физиолог
- 28 февруари – Шарл Никол, френски бактериолог, лауреат на Нобелова награда за физиология или медицина през 1928 г. (* 1866)
- 13 март – Елевтериос Венизелос, гръцки политик (* 1864)
- 18 март – Кириакулис Мавромихалис, гръцки политик (* 1850)
- 26 април – Димитър Перниклийски, български военен деец
- 28 април – Фуад I, крал на Египет (* 1868)
- 3 май – Роберт Михелс, немски политолог
- 8 май – Освалд Шпенглер, немски философ
- 24 май – Клаудия Муцио, италианска оперна певица
- 1 юни – Христина Морфова, българска оперна певица
- 11 юни – Робърт Хауърд, американски писател (* 1906)
- 12 юни – Карл Краус, австрийски публицист и писател (* 1874)
- 14 юни – Гилбърт Кийт Честъртън, английски писател
- 18 юни – Максим Горки, руски писател (* 1868)
- 27 юни – Донка Ушлинова, българска революционерка и подофицер
- 21 юли – Георг Михаелис, германски министър-председател
- 25 юли – Хайнрих Рикерт, немски философ
- 26 юли – Марко Тотев, български общественик
- 2 август – Луи Блерио, Конструктор и летец
- 7 август – Тома Попгеоргиев, български учител и свещеник
- 13 август – Иван Георгов, български философ
- 15 август – Грация Деледа, италианска писателка
- 19 август – Федерико Гарсия Лорка, испански поет (* 1898)
- 7 септември – Марсел Гросман, унгарски математик
- 15 септември – Александрос Займис, гръцки политик (* 1855)
- 17 септември – Анри Луи льо Шателие, френски химик (* 1850)
- 18 септември – Василий Немирович-Данченко, руски писател
- 4 октомври – Георги Баласчев, български историк и археолог (* 1869)
- 27 ноември – Едуард Бах, британски хомеопат (* 1886)
- 10 декември – Луиджи Пирандело, италиански писател, драматург
- 12 декември – Атанас Гюдженов, български художник (* 1847)
- 15 декември – Жак Грюбер, френски художник и витражист
- 18 декември – Андрия Мохоровичич, хърватски учен
- 22 декември – Асен Златаров, български учен и белетрист (* 1855)
- 23 декември – Христо Бурмов, български военен деец
- 31 декември – Мигел де Унамуно, испански философ (* 1864)

## Нобелови награди
- Физика – Виктор Франц Хес, Карл Дейвид Андерсън
- Химия – Питър Дебай
- Физиология или медицина – Хенри Дейл, Ото Льови
- Литература – Юджийн О'Нийл
- Мир – Карлос Сааведра Ламас

## Филдсов медал
Ларс Алфорс, Джес Дъглас